# جامع الأويسي
جامع الأويسي هو جامع في مدينة طرابلس اللبنانية يعود إلى عهد المماليك. وهو من آثار المدينة القديمة وتعتبر قبّته من أكبر القبب الموجودة فيها. بني عام 1462م وأما مئذنته العثمانية الطراز فتعود للعام 1535م.

## التسمية
سمي "جامع الأُوَيسيّة" نسبة "أُوَيْس الروميّ" أحد شيوخ الطرق الصوفية. وهو في الأساس زاوية صغيرة بُنيت في عصر المماليك، وتحول إلى مسجد على يد الأمير "حيدرة" والي طرابلس 1535م، وقد سجل ذلك في أعلى المئذنة الأسطوانية ذات العمارة العثمانية الفريدة. أما هناك من يؤكد بأن الاسم يعود نسبه إلى إحدى السيدات المتصوفات التي كانت تدعى أويسة".

ويذكره ابن محاسن باسم «اليونسية»، فيقول: «جامع اليونسية بالقرب من المحكمة الكبيرة غالبه مبني بالرخام في غاية الإحكام». ويذكره عبد الغني النابلسي باسم «الأوسية».

## موقعه وتاريخه
يقع جامع الأويسي أو الأويسية على الضفة اليسرى لنهر أبي علي، على منحدر ما بين القلعة والأسواق القديمة في محلّة باب الحديد عند طلعة السمك. وهو لا يحمل كتابة تشير إلى تاريخ بنائه، إلا أنّ قبّته تعود إلى تاريخ 865هـ/1460م مما يحمل على الظن بأن بناءه كان في ذلك التاريخ وفي عهد السلطان سليمان القانوني، عام 941هـ/1534م، جدد رجل يدعى حيدرة بناء مئذنة الجامع كما يظهر من نقش كتابي حفر في أعلاها.
بطلب من وجهاء الطائفة الأرثوذكسية الطرابلسية في عام 1224هـ/1809م، تمّ الاتفاق بين المسلمين والمسيحيين على تحويل كنيسة مار نقولا المجاورة لجامع الأويسية إلى مصلّى للمسلمين عرف بجامع السروة، على أن يأخذ المسيحيون مكاناً في محلة التربيعة لبناء كنيستهم عليه. وبعد ذلك ألحق مسجد السروة بجامع الأويسية.
ويحتوي المسجد على ضريحين يقعان في الحديقة الخلفية له. يعود الأول إلى محمود بك السنجق الذي حكم طرابلس في العام 1621م. ولثاني، أحمد باشا الشالق ولي طرابلس العثماني الذي حكم في العام 1665م.

## المحراب والمئذنة
يقع محراب الجامع ضمن إطار مستطيل الشكل، ويتميّز بخلوه من الزخرفة، ويحيط به عمودان صغيران على الجانبين، تستند إليهما قنطرة المحراب. إلى يمين المحراب يوجد المنبر، الذي يبلغ طوله مترين ونصف، وعرضه متر واحد. ويُعدّ المنبر عملاً فنياً بارزاً، بما يحويه من زخارف ونقوش تُجسد ملامح الفن العثماني في بداياته. وهو مصنوع كلياً من الحجر والرخام، وتزيّنه زخارف هندسية منقوشة ورسومات نباتية ملوّنة، وتعلوه قبة على هيئة هرم، وهو الشكل السائد في المنابر العثمانية. 
في الحرم، تعلو المدخل المؤدي إلى الفناء سدّة خشبية تمتد بعرض الجامع، ويُصعد إليها عبر سلّم خشبي. وقد شُيّد الجامع من الحجارة الرملية، وكانت مغطاة بطبقة كلسية بيضاء من الداخل والخارج للحماية، غير أنّ هذه الطبقة أُزيلت خلال أعمال الترميم الأخيرة، باستثناء تلك التي تغطّي القبة من الخارج بعد تجديدها. 
أما المئذنة، فتقع فوق الجدار الشمالي المطل على الفناء، وهي أسطوانية الشكل، مشيدة من الحجارة الكلسية الصلبة التي لا تتطلب طلاءً للحماية. تتميّز المئذنة بارتفاعها وبطرازها العثماني، ويحيط بجذعها إفريزان دائريان يُشبهان الأسورة، يعلو الأعلى منهما شريط من الزخارف المتطابقة، يتّسع تدريجياً ليشكّل دائرة أكبر من ساق المئذنة، تقوم عليها الشرفة. ومن وسط الشرفة يرتفع جذع آخر أصغر حجماً، تعلوه قمة مخروطية تشكل رأس المئذنة.